# Ullstorp, Tomelilla kommun
Ullstorp är kyrkbyn i Ullstorps socken i Tomelilla kommun i Skåne. Orten ligger sydost om Tomelilla.
I byn ligger Ullstorps kyrka.